# マーティン・ルーサー・キング・ジュニア
マーティン・ルーサー・キング・ジュニア（Martin Luther King Jr.、1929年1月15日 - 1968年4月4日）は、アメリカ合衆国のプロテスタントバプテスト派の牧師。市民やメディアからキング牧師と呼ばれ、ガンディーの非暴力的抵抗の教えに共感し、アフリカ系アメリカ人公民権運動の穏健派指導者として非暴力差別抵抗活動を行った。
「I Have a Dream（私には夢がある）」の一節で知られる有名な演説を行った人物。1964年にノーベル平和賞を受賞。1968年に暗殺された後、2004年の議会名誉黄金勲章を受章。アメリカ国内における第二次世界大戦後も続いた人種差別（特にアフリカ系アメリカ人に対する差別）とその克服への闘いの歴史を語る上で、逆に非暴力運動に批判的だった急進派のマルコムXとともに特に重要な人物の一人である。

## 生い立ち

### 牧師になる前
1929年、ジョージア州アトランタでバプテスト派牧師マイケル・キングの息子として生まれた。父と同じ名前を付けられたが、父マイケルは1935年にマーティン・ルーサーと改名し、息子も同様に改名したため「マーティン・ルーサー・キング・ジュニア」となった。宗教改革をはじめたマルティン・ルターから父親が命名した。父親は区別のため「マーティン・ルーサー・キング・シニア」と呼ばれる。
幼少の頃隣に白人の家族が住んでおりその家庭の同年男子2人と遊んでいたが、キングが6歳のある日、彼らの母親が「（黒人とは）二度と遊ばせません!」と宣言した。これが人生で初めての差別体験であった。1942年にはアトランタのブーカー・T・ワシントン高校に入学した。高校時代には弁論大会で優勝したが帰り道にバスの中で白人から席を譲れと強制され、激しく怒った。これが後のバス・ボイコットにつながっていく。
1944年にはモアハウス大学に入学し、法律家と聖職のどちらを選ぶかで迷ったものの、結局父と同じ聖職者の道を選ぶことにし、1947年には牧師の資格を取得、父親と同じくバプテスト派の牧師となった。1948年に卒業すると、ペンシルベニア州のクローザー神学校に入学してさらに3年間大学院生として学んだ。この時にマハトマ・ガンディーの思想を知り、深く傾倒してのちの活動に非常に大きな影響をもたらした。その後、1955年にボストン大学神学部で博士号を取得した。
ボストン大学に在学中、ニューイングランド音楽院の学生であったコレッタ・スコット（Coretta Scott）と知り合って結婚した。コレッタは4人の子供を育て、夫が亡くなった後もその遺志を継ぎ「非暴力社会変革センター」を設立。映画やTV、ビデオ・ゲームなどの暴力シーンを無くす運動を精力的に行ったり非暴力運動、人種差別撤廃、貧困層救済の運動を指導して世界を行脚した。彼女は2005年8月16日に脳卒中で倒れて半身不随となり、2006年1月31日に78歳で死去した。
なおキングがボストン大学在学中に飲食店に入った際、キングが黒人である事を理由に白人の店員が注文を取りに来なかったが、同店の所在地がこのような行為を州法で禁じているアメリカ北部のマサチューセッツ州、ボストンであったため、店員は人種差別として即逮捕となった。南部出身で人種差別を受けることが多かったキングは、むしろこの出来事に驚いたという。

## 公民権運動

### 人種差別

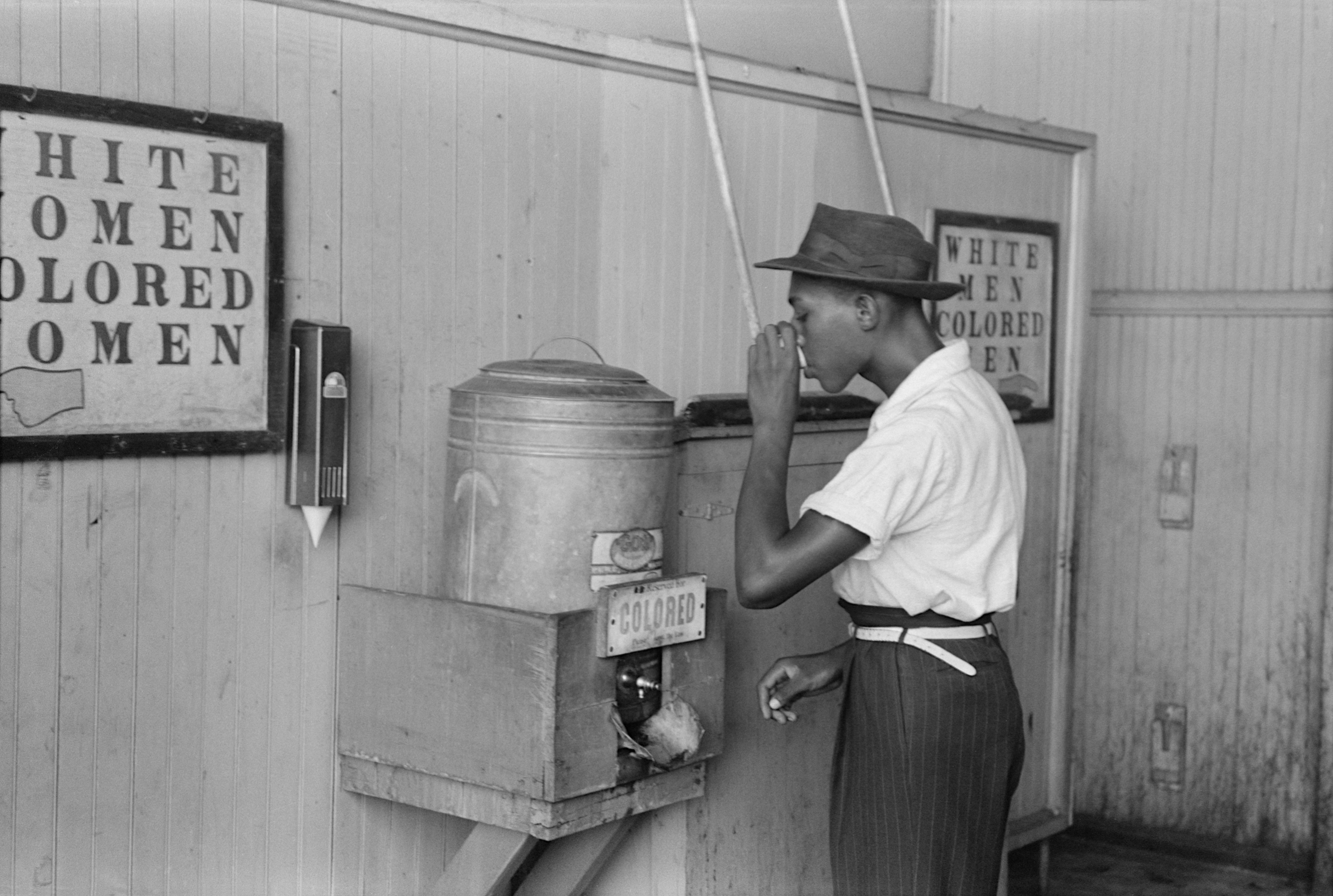
男性有色人種専用の水飲み場で水を飲む黒人男性（1950年代）

1863年1月1日にエイブラハム・リンカーン大統領によって行われた奴隷解放宣言によりアメリカ合衆国での奴隷制は廃止され、主としてアフリカ系アメリカ人は奴隷のくびきからは脱していた。しかし奴隷制度からの解放は直ちに人種差別の撤廃を意味するものではなく、特にレコンストラクション（南部再建）期が1870年代に終了するとともに南部諸州は次々と人種差別主義立法を通過させ、その後も人種によっての差別的な取り扱いは容認されたままであった。南部の多くの州ではジム・クロウ法と呼ばれる黒人が一般公共施設の利用を禁止制限した法律が制定されており、これに基づいて、特に学校やトイレ、プールなどの公共施設やバスなどの公共交通等において白人と非白人等の区別に基づき異なる施設を用いることは容認されたままであった。
このような状況は、アメリカが「自由で平等な」、「民主主義の橋頭堡」であると自称として参戦した第二次世界大戦後も続いており、むしろ多くの州では法令上もかかる差別を義務付けていたことすらあった。

### モンゴメリー・バス・ボイコット事件
キングは1954年9月にアラバマ州モンゴメリーのデクスター・アベニュー・バプテスト教会の牧師に就任した。キングは1年ほど平穏に牧師を務めていたが、1955年12月にモンゴメリーで発生したローザ・パークス逮捕事件が彼の運命に大きな変動をもたらした。この事件は、黒人であるローザ・パークスがバス内で白人に席を譲らなかったために逮捕されたもので、キングはこの事件に激しく抗議してモンゴメリー・バス・ボイコット事件運動を計画し、運動の先頭に立った。この運動は382日間に及んで続けられ、黒人たちは自家用車などでネットワークを組んで抵抗を続けた。この運動の結果、1956年11月に連邦最高裁判所からバス車内人種分離法違憲判決（法律上における人種差別容認に対する違憲判決）を勝ち取り、抗議運動は成功を収めた。
モンゴメリー・バス・ボイコット事件は、公民権運動に一般の民衆が参加した初めての運動だった。この運動の成功によって公民権運動はアメリカ全土に広範な広がりを見せるようになり、バス・ボイコットは南部の各都市に広がっていった。また、ボイコットの成功によってキングは公民権運動の最も有力なリーダーの一人となり、これ以降、アトランタでバプテスト派教会の牧師をしながら全米各地で公民権運動を指導した。1957年には南部キリスト教指導者会議 (SCLC)を結成し、その会長となった。1958年9月20日にはハーレムで黒人女性によってナイフを胸に突き立てられたが、この暗殺計画は未遂に終わり、キングは一命を取り留めた。1959年2月には、インド首相のジャワハルラール・ネルーに招かれインドを訪問している。1960年1月にはモンゴメリーからジョージア州のアトランタに移った。
1960年2月1日には、ノースカロライナ州グリーンズボロにおいてキングの影響を受けた学生たちが、差別的な扱いに抗議して座り込みを開始した。このグリーンズボロ座り込みはキングの統括の下南部全域に拡大し、2月13日から5月10日までテネシー州ナッシュビルで行われたナッシュビル座り込みをはじめとして各都市で大きな成果を上げた。
1961年の秋には、ジョージア州のオールバニで起きた解放運動を指導したが、1962年の夏まで続くこのオールバニ運動はオールバニ市側の巧妙な対策によって失敗に終わった。運動が失敗に終わったことで、キングは運動の戦略を練り直し、別の都市で運動を再び行うことにした。
キングはアラバマ州のバーミングハムを新たな運動を起こす場所として選んだ。当時バーミングハム市の人口の7割は黒人で占められるといわれていたが、同時に南部でも最も人種差別の激しい場所として知られていた。こうして、1963年のはじめにバーミングハムでの解放運動が開始された。このバーミングハム運動は大きな成功をおさめた。理由の一つとして、当時のバーミングハム市側が暴力的な弾圧も辞さなかったことがあげられる。当時の警察署長であるブル・コナー（ユージーン・コナー）はデモ隊に対し非常に高圧的な態度で臨み、丸腰の黒人青年に対し、警察犬をけしかけ襲わせたり、警棒で滅多打ちしたり、高圧ホースで水をかけたりするなどの対策を行った。こうした警官による事件映像はテレビや新聞によって映し出され、アメリカの世論は次第にそれらの白人の人種差別主義者による暴力に拒絶反応を示していった。なおキングも1963年4月12日にバーミングハムで行われた抗議デモの際自らバーミングハム市警に逮捕され、4月19日まで拘置所の独居房に投獄されたこともある。このときは、同じく公民権運動家でもある歌手のハリー・ベラフォンテが保釈金を支払い、キングは釈放された。釈放されるとすぐにキングは活動を再開し、同年5月にはバーミングハムでの運動はかなりの成功をおさめた。

### 「非暴力主義」
キングの提唱した運動の特徴は徹底した「非暴力主義」である。インド独立の父、マハトマ・ガンディーに啓蒙され、自身の牧師としての素養も手伝って一切抵抗しない非暴力を貫いた。一見非暴力主義は無抵抗で弱腰の姿勢と勘違いされがちだが、キングのそれは「非暴力抵抗を大衆市民不服従に発展させる。そして支配者達が「黒人は現状に満足している」と言いふらしてきた事が嘘であることを全世界中にハッキリと見せる」という決して単なる弱腰姿勢ではなかった。
公民権運動にあたっては、主として南部諸州における人種差別的取扱いがその対象となった。通常、差別的取り扱いには州法上の法的根拠が存在し、運用を実際に行う政府当局ないしは警察なども公民権運動には反対の姿勢をとることが多かったことから、公民権運動は必然的に州政府などの地域の権力との闘争という側面を有していた。合衆国においては州と連邦との二重の統治体制が設けられている中で、連邦政府ないしは北部各州は南部各州の州政府に比べれば人種差別の撤廃に肯定的であり、1957年9月の「リトルロック高校事件」など複数のケースにおいて、州政府ないしは州兵に対し連邦政府が連邦軍兵士を派遣して事態の収拾を図るケースも見られた。

### 「I Have a Dream」

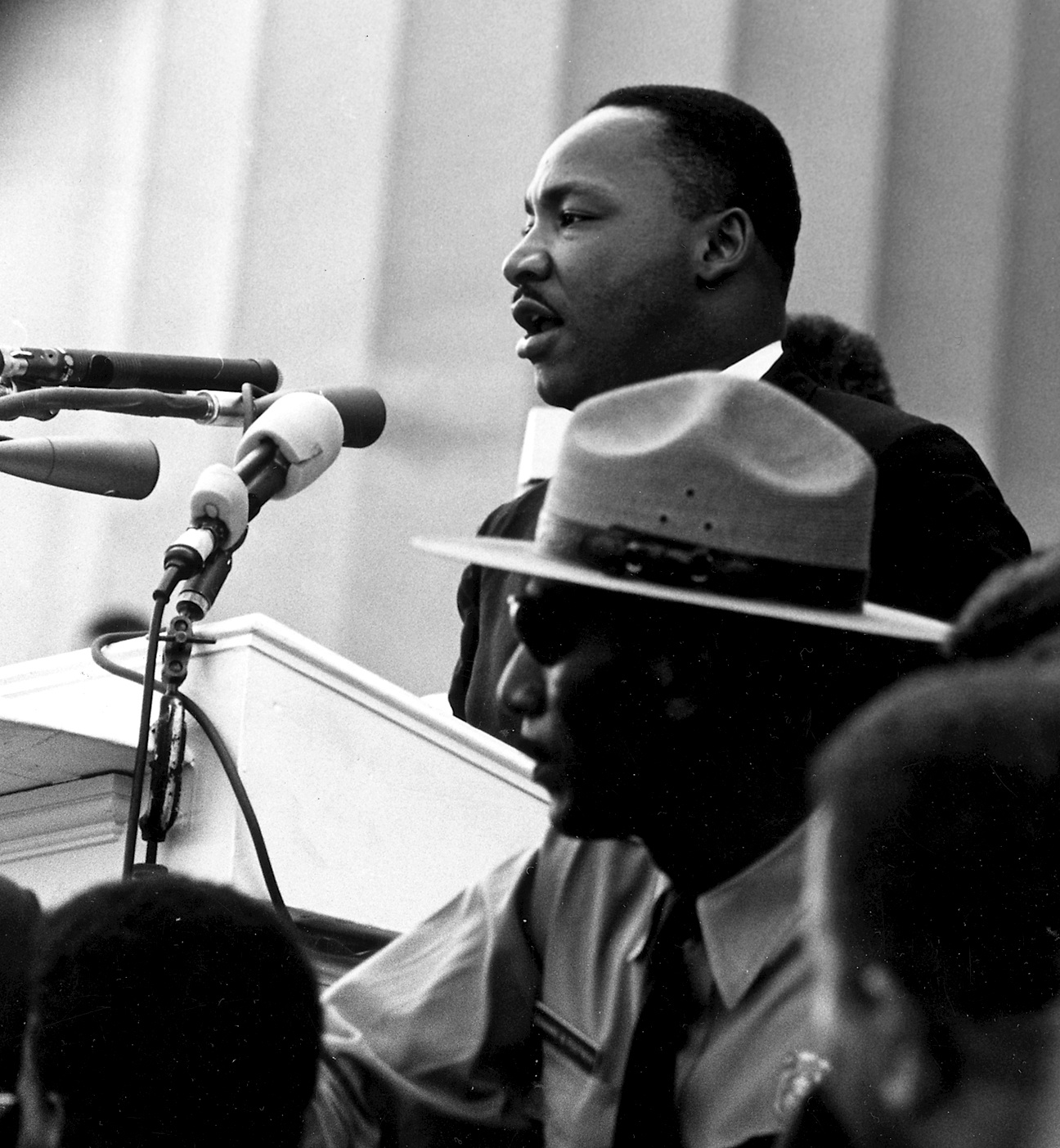
1963年8月、ワシントン大行進にて、“I Have a Dream”の演説を行うキング

アメリカ各地で公民権運動が盛り上がりを見せる中で、キングたちは首都ワシントンにおいて、リンカーンの奴隷解放宣言100年を記念する大集会を企画した。1963年8月28日に行われたワシントン大行進は参加者が20万人を超える大規模なものとなり、公民権運動家や芸能人など多くの著名人も参加した。この集会においてキングは、リンカーン記念堂の前で有名な“I Have a Dream”（私には夢がある）を含む演説を行い、人種差別の撤廃と各人種の協和という高邁な理想を簡潔な文体で訴え広く共感を呼んだ。
当該箇所の演説は即興にて行われたものといわれるが、アメリカ国内のみならず世界的にその内容は高く評価され、1961年1月20日に就任したジョン・F・ケネディの大統領就任演説と並び20世紀のアメリカを代表する名演説として有名である。

### 「公民権法」制定による勝利

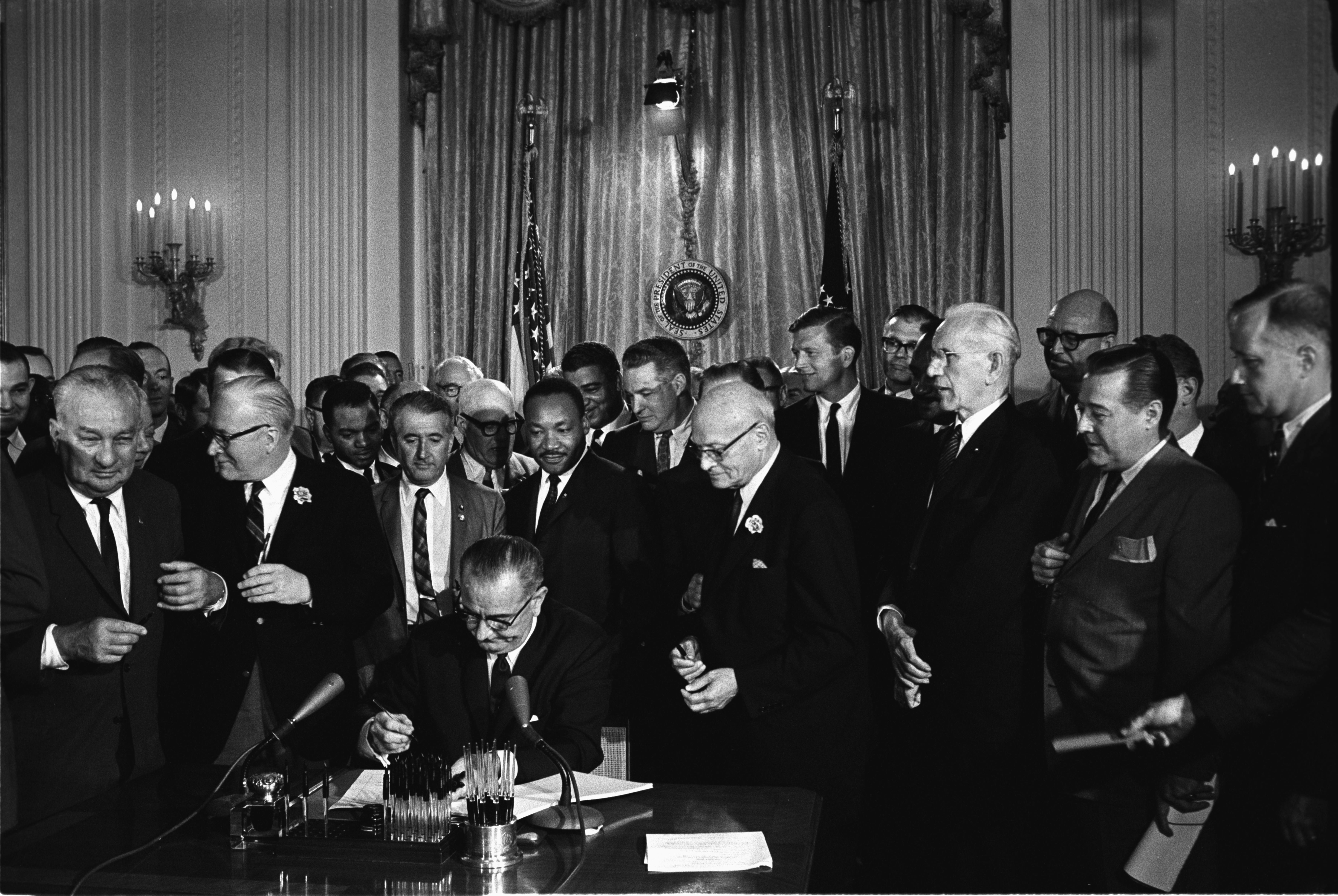
ホワイトハウスで公民権法施行の文書に署名するジョンソン大統領（後列中央がキング）

キングを先頭に行われたこれらの地道かつ積極的な運動の結果、アメリカ国内の世論も盛り上がりを見せ、ついにリンドン・B・ジョンソン政権下の1964年7月2日に公民権法（Civil Rights Act）が制定された。これにより、建国以来200年近くの間アメリカで施行されてきた法の上における人種差別が終わりを告げることになった。
ジョンソンは人種差別感情が根強いテキサス州選出であったものの、人種差別を嫌う自らの信条のもと、自らの政権下においてキングと共にこれを強く推進した。なお公民権法案を議会に提出したのはジョンソンが副大統領であったケネディ政権時代のことであるが、ケネディは議会内において強い政治的影響力を持たなかった。そのケネディ大統領を副大統領として後押しし続けたジョンソンが、自らが大統領となったことをきっかけにキングの協力を受けて自らの政治的影響力をフルに使い、制定へ向けた議会工作を活発化させ公民権法の早期制定に持ち込むことに成功した。
公民権運動に対する多大な貢献が評価され、「アメリカ合衆国における人種偏見を終わらせるための非暴力抵抗運動」を理由にマーティンに対し1964年度のノーベル平和賞が授与されることに決まった（受賞発表は10月14日で、授賞式は12月10日だった）。
これはノーベル平和賞を受けるアメリカ人としては12人目だったが、当時史上最年少の受賞であり、黒人としては3人目の受賞である。「受賞金は全てのアフリカ系アメリカ人のものだ」とコメントした。しかし当時の全てのアフリカ系アメリカ人がマーティンに同意していたわけではなく、一部の過激派・急進派はマルコムXを支持し、キングの非暴力的で融和的な方針に反発した。

### マルコムXとの関係

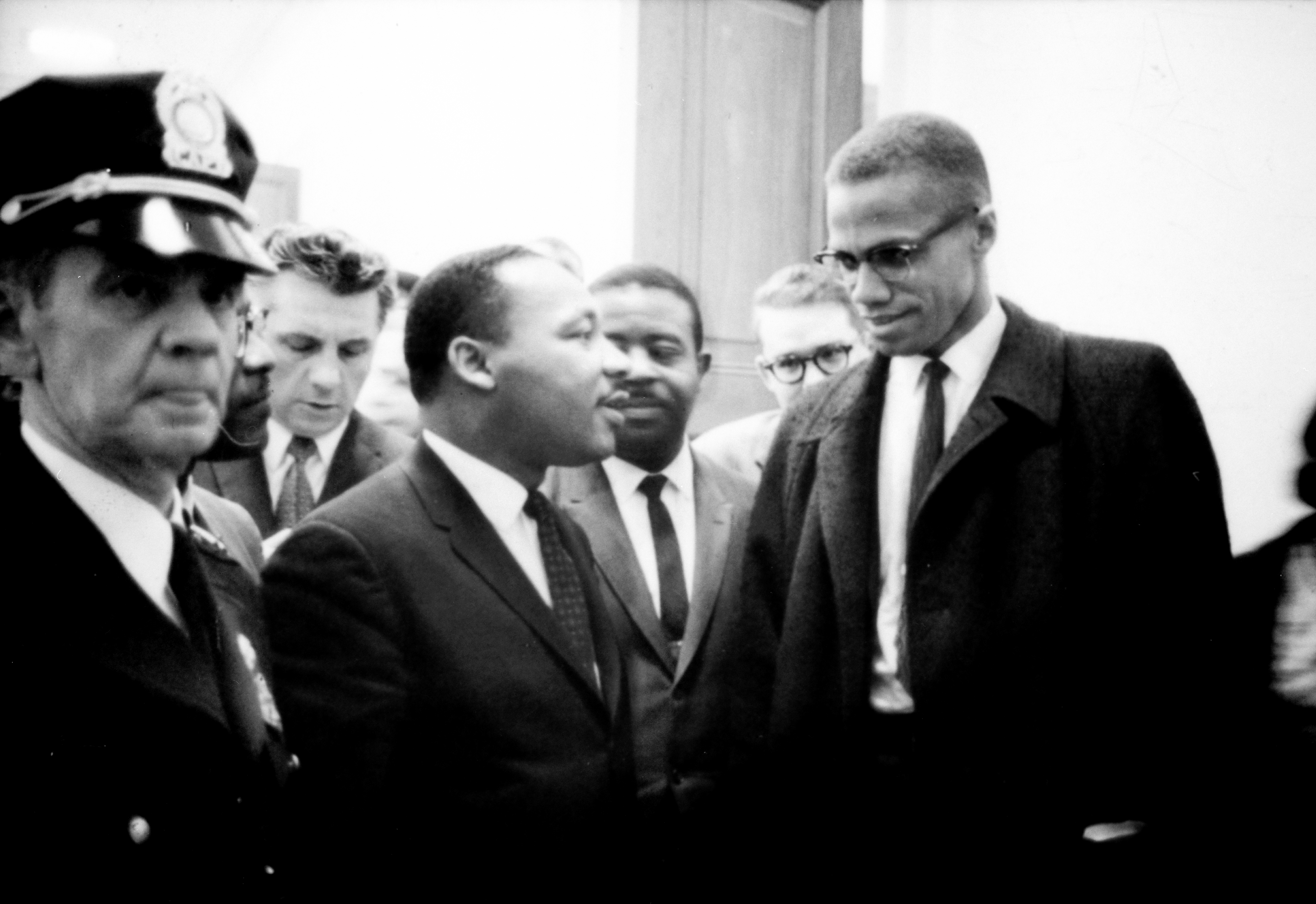
マルコムX（右）とキング（1964年3月26日）

キングとマルコムXは黒人解放運動でも穏健派と過激派の中核とみなされており、しばしば対立した。暴力的手法を含む強行的な手段による人種差別の解決を訴え、同時期に一気に支持を得て台頭し始めていたマルコムXが1965年2月に暗殺されると、マルコムXとはその手段において相当の隔絶があったにもかかわらず「マルコムXの暗殺は悲劇だ。世界にはまだ、暴力で物事を解決しようとしている人々がいる」と語った。しかしその数年後、キング自身も暗殺されてしまう。暗殺されたのも彼と同じく39歳の時であった。
両者は直接長期間対談したことはなく、直接対面したのも1964年3月26日にアメリカ合衆国議会議事堂で偶然顔を合わせた時のみだった。
一時期は公然とキングの姿勢を批判し、自らの演説の中で非暴力抵抗を笑いものにしていた事さえあったマルコムXだったが、暗殺の前年には自らの過激な思想の中核をなしていたブラック・ムスリムのネーション・オブ・イスラム教団と手を切っていた。
同時にマルコムXは、新たな思想運動のステップを登るべく「なんとかキング牧師と会って話がしたい」と黒人社会学者ケニス・クラークの仲介で会談を持とうと模索している矢先のできごとであった。キングは、そのためマルコムXの暗殺を特に嘆いていた。

### 黒人解放運動の分裂
ワシントンD.C.への20万人デモで最高の盛り上がりを見せ公民権法を勝ち取った黒人解放運動はその後、生前のマルコムXやその支持者を代表とする過激派や極端派などへ内部分裂を起こし、キングの非暴力抵抗は次第に時代遅れなものになっていった。
1965年3月7日には、アラバマ州のセルマから州都モンゴメリーに向かっていたデモ隊に対し、州軍と地元保安官が催涙ガスや警棒で攻撃しセルマに追い返す血の日曜日事件が発生した。これを受けたキングは再びデモ隊を率いてモンゴメリーに向かうことを計画し、3月21日に行進を始め、4日後の3月25日に無事モンゴメリーに到着した。
黒人運動は暴力的なものになり「ブラック・パワー」運動を提唱するストークリー・カーマイケルに代表されるような強硬的な指導者が現れ、ブラックパンサー党が結成されたり、1967年夏にニュージャージー州で大規模な黒人暴動が起きたりするに至って、世論を含め白人社会との新たな対立の時代に入っていく。それに呼応するように白人からの黒人に対する暴力事件も各地で増えていった。
キング牧師はその要因を自身の演説の中で以下のように分析し、「すべての罪が黒人に帰せられるべきではない」と結論付けた。
1. 公民権法成立は黒人から見ると解放運動の最初のステップでしかなくゴールだとは認識していなかったが、白人社会は「これで問題は片付いた」とゴールだと位置づけた。
2. 深く根付いた差別意識は依然として教育や雇用の場に蔓延しており、黒人は階段の入り口には立てても頂点には上っていけない。
3. 差別意識により雇用の機会を奪われた黒人の失業問題は、白人に比べ深刻である。
4. ベトナム戦争により黒人は多数徴兵され、その多くは最前線で戦わせられている。彼らは母国で民主主義の恩恵を受けていないのに、民主主義を守るために戦争に狩り出されている。
5. 大都市ではスラム街に黒人が押し込められ、戦争のためにそのインフラ整備等の環境問題はないがしろにされている。

### ベトナム反戦運動
そして、国内問題の解決が行われないままに遠い地で行われていたベトナム戦争に対する反対の意思を明確に打ち出しながら、「ブラック・パワー」に対し「グリーン・パワー」（緑はアメリカで紙幣に使われる色、つまり「金の力」）などでさらなる黒人の待遇改善を訴えていった。一方で自身でも時代遅れになりつつあることを自覚していながらも非暴力抵抗の可能性を信じ、それを黒人社会に訴えていった。
その後、キングは激化の一途をたどるベトナム戦争へのアメリカの関与に反対する、いわゆる「ベトナム反戦運動」への積極的な関与を始めるようになったが、その主張は一向になくならない人種差別に業を煮やし、暴力をも辞さない過激思想への理解すら示しつつあった「黒人社会」の主流のみならず、ベトナム戦争への関与をめぐり2つに割れつつあった「白人社会」の主流からさえ離れて行き、さらにキングを邪魔だと考える「敵」も増えていった。爆弾テロや刺殺未遂（犯人は精神障害のある黒人女性）もあったが、奇しくも命をとりとめるなど、そのような状況下でも精力的に活動を続けていた。

### 暗殺

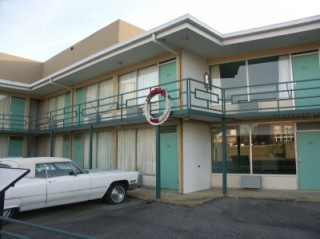
キングが暗殺されたモーテル

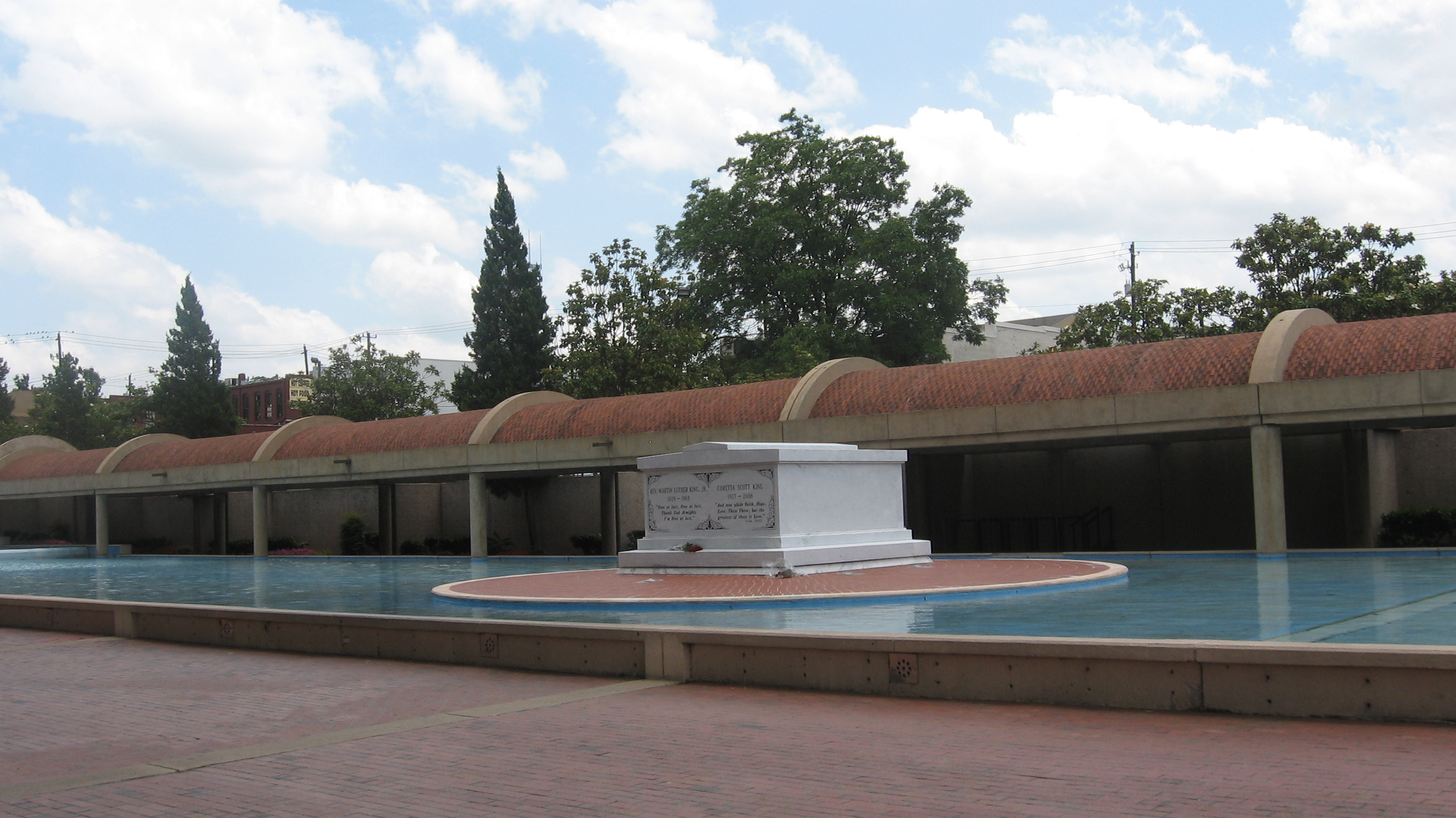
キング牧師の棺

1968年4月4日に遊説活動中のテネシー州メンフィスにあるメイソン・テンプルで “I've Been to the Mountaintop”（私は山頂に達した）と遊説。
その後メンフィス市内にあるロレイン・モーテルの306号室前のバルコニーで、その夜の集会での演奏音楽の曲目を打ち合わせ中に、白人男性で累犯のジェームズ・アール・レイに撃たれる。弾丸は喉から脊髄に達し病院に搬送されたが、そのまま帰らぬ人となった（満39歳没）。墓標には「ついに自由を得た」と穿たれている。

レイは国外に逃亡し、数ヵ月後、ロンドンのヒースロー空港で逮捕され、禁錮99年の判決を受ける。その後、彼は服役中の1998年4月23日にC型肝炎による腎不全で死去した。なお、暗殺した動機や、海外へ逃亡した資金源などはわかっていない。
暗殺の前日にキング牧師がおこなった最後の演説の最後の部分は以下のようなものであり、『申命記』32章のモーセを思わせる、自らの死を予見したかのようなその内容は“I Have a Dream”と共に有名なものとなった。
…前途に困難な日々が待っています。
でも、もうどうでもよいのです。
私は山の頂上に登ってきたのだから。
皆さんと同じように、私も長生きがしたい。
長生きをするのも悪くないが、今の私にはどうでもいいのです。
神の意志を実現したいだけです。
神は私が山に登るのを許され、
私は頂上から約束の地を見たのです。
私は皆さんと一緒に行けないかもしれないが、
ひとつの民として私たちはきっと約束の地に到達するでしょう。
今夜、私は幸せです。心配も恐れも何もない。
神の再臨の栄光をこの目でみたのですから。

## キングの死後

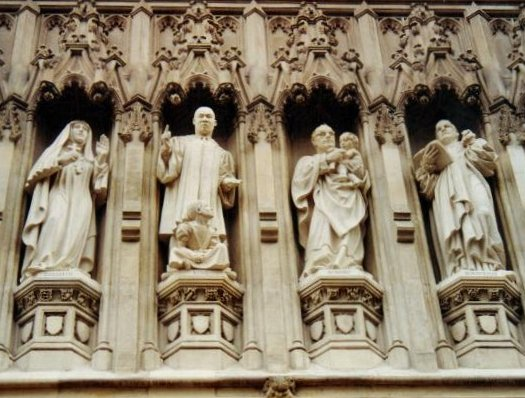
ウェストミンスター寺院に飾られている「20世紀の10人の殉教者」のレリーフの一部。左からロシア大公妃エリザヴェータ、キング牧師、ロメロ大司教、ボンヘッファー牧師。

キングの暗殺を受けて、アメリカ国内の多くの都市で怒りに包まれたアフリカ系アメリカ人による暴動が巻き起こったが、葬儀が行われるとその怒りは悲しみに変わり、アフリカ系アメリカ人のみならず、多くのアメリカ人が葬儀に参列しその死を悼んだ。また、暗殺現場となったモーテルは国立公民権博物館となっている。
アメリカではキングの栄誉を称え、ロナルド・レーガン政権下の1986年よりキングの誕生日（1月15日）に近い毎年1月第3月曜日をキング牧師記念日（Martin Luther King, Jr. Day）として祝日としている。またキングの誕生日を祝日に制定する事を渋ったばかりに、アリゾナ州は1993年のスーパーボウルの開催権を失った。代替会場となったカリフォルニア州のローズボウルで開かれたその大会は、ハーフタイムショーにマイケル・ジャクソンが出演し、伝説的なステージを繰り広げた事でも有名である。
アメリカにおいて生前の業績から祝日が制定された故人は、他にクリストファー・コロンブスとジョージ・ワシントン、エイブラハム・リンカーン（誕生日2月12日は1892年に連邦の休日と宣言されたが、後にジョージ・ワシントンの誕生日と併せて大統領の日とされ毎年2月第3月曜日に制定されている）の3人しかいない。
またアメリカ国内の多くの大都市に「マーチン・ルーサー・キング通り」が作られたほか、ベトナムのホーチミン市7区にも、ベトナム史の偉人の名にまじり、「マーチン・ルーサー・キング通り」が存在する。
2011年10月16日には、アメリカの首都ワシントンD.C.にあるナショナル・モール国立公園内にマーティン・ルーサー・キング・ジュニア記念碑が完成し、バラク・オバマ大統領らを招いて完成式典が行われた。
アメリカ国内において、アフリカ系アメリカ人やインディアン、ヒスパニック、アジア系アメリカ人、中東系アメリカ人(特にイスラム教徒へのもの)をはじめとする少数民族に対する人種差別は未だ根絶されていないが、キングの運動の結果、公民権法が施行されたことによる法的側面からの人種差別撤廃の動きを、平和的な手段によって大きく前進させた意味は大きいといえる。
公民権運動に携わった時期及び凶弾に倒れた際の話は、遠く離れた日本の公立中学校3年英語教科書の教材として使用されている。ストーリーの最後に登場する、「人は兄弟姉妹として共に生きていく術を学ばなければならない。さもなくば、私たちは愚か者として滅びるだろう」は、キングがメンフィスで語った言葉である。
そしてキングの死から40年後にアメリカ人とケニア人の混血であるバラク・オバマが大統領に就任した。ミシェル・オバマ夫人は黒人奴隷の子孫であるため、アフリカ系アメリカ人初の大統領とファーストレディが同時に誕生した。バラク・オバマ大統領就任式はアフリカ系初であるために記録的な観客に満ち、キングの子のマーティン・ルーサー・キング3世（祖父・父と同名）も参加し、第44回就任式のテーマは、エイブラハム・リンカーン生誕200年を記念して、「自由の新しい誕生（A New Birth of Freedom）」とされた。
LIFE誌が1999年に選んだ「この1000年で最も重要な功績を残した世界の人物100人」に選ばれている。
小惑星(2305) Kingはキングの名前にちなんで命名された。
姉のクリスティン・キング・ファリスは人権活動家として人種差別の撤廃や平等を求める闘いに人生を費やし、2023年6月25日に95歳でこの世を去った。
2025年1月23日、47代大統領に就任したドナルド・トランプは事件に関する機密文書の指定を解除し、45日以内に公開するよう命じる大統領令に署名した。

## 楽曲
- ディオン 「アブラハム、マーティン・アンド・ジョン」 - 1968年発売のシングル。キング、エイブラハム・リンカーン、ジョン・F・ケネディ、ロバート・ケネディに対する鎮魂歌である。
- ラスカルズ 「自由への讃歌（People Got To Be Free）」 - 1968年7月発売のシングル。キングの暗殺に触発されて書かれた。
- ラスカルズ 「希望の光（A Ray of Hope）」 - 1968年11月発売のシングル。キングとロバート・ケネディの暗殺に触発されて書かれた。
- ニーナ・シモン 「ホワイ?（ザ・キング・オブ・ラブ・イズ・デッド）」 - 1968年発売のアルバム『ナフ・セッド!』に収録。シモンのバンドのベーシスト、ジーン・テイラーが書いた。
- ポール・マッカートニー&ウイングス 「幸せのノック（Let 'em In）」 - 1976年発売のアルバム『スピード・オブ・サウンド』に収録。歌詞にキングの名前が登場する。
- スティーヴィー・ワンダー 「ハッピー・バースデイ」 - 1980年発売のアルバム『ホッター・ザン・ジュライ』に収録。「キングの誕生日を祝日にしよう」という運動に捧げた曲である。
- U2 「MLK」「プライド」 - 1984年発売のアルバム『焰』に収録。両曲ともキングに捧げられている。
- マイケル・ジャクソン 「マン・イン・ザ・ミラー」 - 1987年発売のアルバム『バッド』に収録。ビデオクリップにガンディーらと共に一瞬ではあるがキングの映像が登場する。楽曲[They don't care about us]の歌詞に（もしマーティン・ルーサーが生きていたら、このような事態を放っておかなかった）という部分がある。
- マイケル・ジャクソン 「ヒストリー/ゴースト」 - 1995年発売のアルバム『ヒストリー パスト、プレズント・アンド・フューチャー ブック1』に収録。キングの演説の一部（“I Have a Dream”）が使われている。
- プリンス 「ファミリー・ネーム」 - 2001年発売のアルバム『レインボー・チルドレン』に収録。曲末に63年の演説の最後の部分、"Free at last"の部分がそのままキングの声で収録されている。
- リンキン・パーク 「Wisdom, Justice and Love」 - 2010年発売のアルバム『ア・サウザンド・サンズ』に収録。キングのスピーチの音源がサンプリングされている。
- ジェームズ・L・ホセイ作曲 「ひとつの声に導かれる時（And the Multitude with One Voice Spoke）」 - キングの公民権運動がテーマとなっている。
- ルチアーノ・ベリオ作曲「シンフォニア Sinfonia」（1968-69）第2楽章 - O Kingの副題。キングの名前を歌詞の素材として使用。キングへの追悼として作曲（ECD 88151のライナーノーツより）。

## FBI・CIA・NSAによる監視
ケネディ政権時代の1963年にも、連邦捜査局（FBI）はキングの監視を当時の司法長官ロバート・ケネディに願い出て、許可されていた。「アイ・ハブ・ア・ドリーム」スピーチを行った後、FBIはキングを「国内で最も危険で効果的な黒人指導者」と表現した。FBIはキングについて「共産主義者に故意に、積極的にそして定期的に協力し、指導を受けていた」と主張した。
キングが共産主義者であることを証明する試みは、「南部の黒人は現状に満足しているが、共産主義者と外部の扇動者によって刺激されている」という、多くの分離主義者・人種差別主義者の感情に関連していた。1950年代と60年代の市民権運動は、世界大戦前にさかのぼる黒人コミュニティ内の活動から生じた。キングは、「黒人革命は、すべてを生み出す同じ胎内から生まれた真の革命である。それは大規模な社会的激変—耐え難い状況と耐えられない状況の胎内である」と述べていた。
CIAの監視
2017年に機密解除された中央情報局の「CIAファイル」は、1964年11月4日付けのワシントンポストの記事により、キングがソビエト連邦に招待されたと主張した。また、ラルフ・アバーナシーがキングのスポークスマンとしてコメントを拒否した後、エージェンシーがキングと共産主義の間の可能なリンクを調査していることを明らかにした。キングおよび他の公民権活動家に属するメールは、CIAプログラム、HTLINGUAL（ソ連・中国からの郵便・通信を傍受するシステム）によって傍受された。
FBIからの脅迫
また死後、1964年には、FBI長官ジョン・エドガー・フーヴァー率いるFBIからの執拗な脅迫を受けていたことが分かっている。フーヴァーとFBIは脅迫状を送り、盗聴・録音したキングの不倫テープとともに、キングを罵り脅迫していた。
手紙の書き出しは「汚らわしい、異常な野獣よ、よく聞け。おまえは録音されている。おまえの浮気行為、乱交ぶりは過去の過去まで録音されている。これはそのほんの見本だ」と始まり、さらに「おまえに残された道は一つだけだ。分かっているだろう」と続き、表舞台から手を引く、または自殺するよう暗に迫っていた。